# Episodi di Star Trek: The Next Generation (sesta stagione)
La sesta stagione della serie televisiva Star Trek: The Next Generation è composta da 26 episodi ed è stata trasmessa in syndication dal 29 settembre 1992 al 21 giugno 1993.
In Italia è andata in onda su Italia 1.
| nº | Titolo originale         | Titolo italiano                        | Prima TV USA      | Prima TV Italia |
| -- | ------------------------ | -------------------------------------- | ----------------- | --------------- |
| 1  | Time's Arrow: Part II    | Un mistero dal passato (seconda parte) | 29 settembre 1992 | 27 giugno 1996  |
| 2  | Realm of Fear            | Paure nascoste                         | 28 settembre 1992 | 28 giugno 1996  |
| 3  | Man of the People        | Il prezzo della pace                   | 5 ottobre 1992    | 29 giugno 1996  |
| 4  | Relics                   | Il naufrago del tempo                  | 12 ottobre 1992   | 1º luglio 1996  |
| 5  | Schisms                  | Sonni pericolosi                       | 19 ottobre 1992   | 2 luglio 1996   |
| 6  | True Q                   | Una vera Q                             | 26 dicembre 1992  | 3 luglio 1996   |
| 7  | Rascals                  | Giovani eroi                           | 2 novembre 1992   | 4 luglio 1996   |
| 8  | A Fistful of Datas       | Per un pugno di Data                   | 9 novembre 1992   | 5 luglio 1996   |
| 9  | The Quality of Life      | Il sapore della vita                   | 16 novembre 1992  | 6 luglio 1996   |
| 10 | Chain of Command: Part 1 | Il peso del comando (prima parte)      | 14 dicembre 1992  | 8 luglio 1996   |
| 11 | Chain of Command: Part 2 | Il peso del comando (seconda parte)    | 21 dicembre 1992  | 9 luglio 1996   |
| 12 | Ship in a Bottle         | La nave in bottiglia                   | 25 gennaio 1993   | 10 luglio 1996  |
| 13 | Aquiel                   | Aquiel                                 | 1º febbraio 1993  | 11 luglio 1996  |
| 14 | Face of the Enemy        | Il volto del nemico                    | 8 febbraio 1993   | 12 luglio 1996  |
| 15 | Tapestry                 | Una seconda opportunità                | 15 febbraio 1993  | 13 luglio 1996  |
| 16 | Birthright: Part 1       | La voce del sangue (prima parte)       | 22 febbraio 1993  | 15 luglio 1996  |
| 17 | Birthright: Part 2       | La voce del sangue (seconda parte)     | 1º marzo 1993     | 16 luglio 1996  |
| 18 | Starship Mine            | Complotto a bordo                      | 29 marzo 1993     | 17 luglio 1996  |
| 19 | Lessons                  | Amore e dovere                         | 5 aprile 1993     | 18 luglio 1996  |
| 20 | The Chase                | Il segreto della vita                  | 26 aprile 1993    | 19 luglio 1996  |
| 21 | Frame of Mind            | Schegge di realtà                      | 3 maggio 1993     | 20 luglio 1996  |
| 22 | Suspicions               | Sospetti                               | 10 maggio 1993    | 22 luglio 1996  |
| 23 | Rightful Heir            | Il ritorno di Kahless                  | 17 maggio 1993    | 23 luglio 1996  |
| 24 | Second Chances           | Duplicato                              | 24 maggio 1993    | 24 luglio 1996  |
| 25 | Timescape                | Frammenti di tempo                     | 14 giugno 1993    | 25 luglio 1996  |
| 26 | Descent - Part I         | Il ritorno dei Borg (prima parte)      | 21 giugno 1993    | 26 agosto 1997  |

## Un mistero dal passato(seconda parte)
- Titolo originale: Time's Arrow - Part II
- Diretto da: Les Landau
- Scritto da: Joe Menosky (soggetto); Jeri Taylor (sceneggiatura)

### Trama
Data Stellare 46001.3. Dopo aver incontrato per caso Data a una festa organizzata da Guinan, Mark Twain decide di scoprire di più sulla provenienza dell'androide, capitato nell'America di fine 1800 nel tentativo di scoprire il piano degli alieni trovati su Devidia II. Ben presto anche la squadra di ricognizione, con Picard in testa, giunge nel XIX secolo per cercare di ritrovare Data. Intanto due degli alieni continuano ad aggirarsi per le strade della vecchia San Francisco per succhiare la linfa vitale dai corpi morenti degli umani vittime del colera. Lo scontro tra gli alieni e la squadra di Picard, che si è riunita a Data, è inevitabile e l'androide perde la vita a causa di una scarica di energia che lo fa esplodere, staccandogli la testa. Per non far scappare uno dei due alieni (l'altro è rimasto sulla Terra mortalmente ferito), Riker e gli altri lo inseguono, ma Picard resta sulla Terra per assistere Guinan, gravemente ferita. Ritorna nel futuro anche il corpo di Data, a cui Geordi riattacca la testa rimasta sepolta per mezzo millennio. Al suo interno troverà una sorta di messaggio cifrato, lasciato da Picard con le istruzioni per venire a recuperarlo. Anche Mark Twain finisce nel futuro e ha modo di conoscere un modo di pensare che, in confronto a quello dei suoi tempi, è illuminato. Il passaggio tra i due tempi deve essere aperto da una persona che però deve restare sulla Terra del passato poiché lo scambio è uno-a-uno, quindi Twain torna nel XIX secolo permettendo a Picard di tornare al suo tempo. Il capitano andrà al bar di prora a trovare Guinan, che finalmente potrà parlargli della loro amicizia nata ben 500 anni prima.
- Altri interpreti: Whoopi Goldberg (Guinan), Jerry Hardin (Samuel Langhorne "Mark Twain" Clemens), Michael Aron (Jack London), Pamela Kosh (signora Carmichael), James Gleason (dottor Apollinaire), Van Epperson (custode dell'obitorio), Alexander Enberg (giovane reporter), Mary Stein (infermiera devidiana), William Boyett (poliziotto), Bill Cho Lee (paziente), Majel Barrett (voce del computer)

## Paure nascoste
- Titolo originale: Realm of Fear
- Diretto da: Cliff Bole
- Scritto da: Brannon Braga

### Trama
Data Stellare 46041.1. L'Enterprise D si sta dirigendo verso il luogo dove la USS Yosemite era stata data per dispersa. L'ultimo rapporto riferiva che l'equipaggio stava esplorando una striscia di plasma proveniente da un sistema binario. L'unico modo per scoprire cosa sia successo alla USS Yosemite, che non risponde alle chiamate, è teletrasportare una squadra di ricognizione a bordo. Oltre a Riker, Crusher e La Forge, della squadra fa parte il tenente Barclay. Il capo del teletrasporto, O'Brien, potrà superare l'interferenza causata dal plasma soltanto trasferendo un ufficiale alla volta. Quando giunge il suo turno, in Barclay esplode la fobia del teletrasporto, che finora era sempre riuscito a controllare usando le navette. Purtroppo un incidente non farà che alimentare la sua paura: infatti, nel momento di farsi teletrasportare indietro, gli sembra di vedere uno strano essere alieno che lo aggredisce. Naturalmente nessuno gli crede pensando a uno scherzo della mente causato dalla sua psicosi ma, quando inizia a star male, dovranno ricredersi. Si scoprirà che i mostri che vedeva erano la rielaborazione mentale di alcuni membri dell'equipaggio della Yosemite, intrappolati nel teletrasporto. O'Brien potrà così liberarli, salvandoli.
- Altri interpreti: Dwight Schultz (Reginald Barclay), Colm Meaney (Miles O'Brien), Patti Yasutake (Alyssa Ogawa), Renata Scott (Hayes), Thomas Belgrey (marinaio), Majel Barrett-Roddenberry (voce del computer)

## Il prezzo della pace
- Titolo originale: Man of the People
- Diretto da: Winrich Kolbe
- Scritto da: Frank Abatemarco

### Trama
Data Stellare 46071.6. Il settore di spazio in cui si sta dirigendo l'Enterprise D è utilizzato dalla Federazione come rotta preferenziale per le navi da trasporto, ma le popolazioni del settore sono impegnate in un conflitto di interessi che prosegue da tempo. Picard deve quindi accogliere a bordo l'ambasciatore Alkar e sua madre per scortarli alla conferenza di pace a cui devono partecipare. È Troi che riceve l'ambasciatore e viene subito aggredita dalla madre di lui che le intima di non pensare nemmeno lontanamente di sedurre suo figlio, perché lei glielo impedirà con tutti i mezzi. Quando la donna muore, il figlio propone a Deanna (unica empatica a bordo) una cerimonia funebre durante la quale succede qualcosa alla Betazoide, poiché inizia a comportarsi in modo strano, cercando di sedurre l'ambasciatore, poi portandosi a letto un giovane guardiamarina e infine cercando di sedurre Riker che, al suo rifiuto, viene ferito. Si scopre che Alkar è così bravo nel suo lavoro perché ha trovato il modo di trasferire le emozioni negative su ignare vittime, che lui chiama "ricettacoli" (la donna anziana che era col lui infatti non era la madre), con l'effetto collaterale che le donne invecchiano precocemente per poi morire, cosa che sta succedendo anche a Deanna. Dato che l'ambasciatore rifiuta di liberare la consigliera dalla sua influenza psichica per non far naufragare le trattative, la dottoressa Crusher provoca la morte di Deanna: l'ambasciatore cercherà un nuovo ricettacolo, che gli verrà sottratta col teletrasporto all'ultimo momento, con la conseguenza che l'ambasciatore morirà, improvvisamente invecchiato.
- Altri interpreti: Patti Yasutake (Alyssa Ogawa), Charles O. Lucia (ambasciatore Ves Alkar), Stephanie Erb (Liva), Rick Scarry (Jarth), Lucy Boryer (Janeway), Susan French (Sev Maylor), George D. Wallace (Simons), J.P. Hubbell (guardiamarina), Terrence Beasor (voce del capitano Talmadge) e Majel Barrett-Roddenberry (voce del computer)

## Il naufrago del tempo
- Titolo originale: Relics
- Diretto da: Alexander Singer
- Scritto da: Ronald D. Moore

### Trama
Data Stellare 46125.3. L'Enterprise D riceve una richiesta di soccorso dalla Jenolen, ritenuta dispersa da 75 anni. Dirigendosi verso le coordinate del segnale, nei pressi di Norpin V, l'Enterprise rileva una forte fluttuazione gravimetrica causata da una sfera di Dyson. La Jenolen è precipitata sulla superficie esterna della sfera e, dopo averla individuata, una squadra di ricognizione sale a bordo della nave. La Forge, Riker e Worf scoprono che la nave è a pezzi e tutta l'energia ausiliaria è convogliata nel teletrasporto, che è ancora in funzione e si trova in un continuo ciclo diagnostico. Incredibilmente il pattern buffer contiene ancora il pattern integro di qualcuno e c'è un solo modo per scoprire chi sia: rimaterializzarlo. La sorpresa della squadra è grande quando si materializza il leggendario capitano Montgomery Scott. Scotty rimane spiazzato nel sapere che sono passati quasi ottant'anni e per lui è tutto estraneo: l'ingegneria si è evoluta e lui inizialmente insiste a voler aiutare Geordi in sala macchine, ma crea solo fastidi a causa delle sue conoscenze ormai obsolete. Quando lui e La Forge salgono sulla Jenolen, l'Enterprise viene risucchiata all'interno della sfera di Dyson e perdono il contatto: devono pertanto far ripartire la vecchia astronave per andare a cercarli. Scotty propone di usare la Jenolen e i suoi scudi come cuneo per tenere aperto il portello di ingresso in modo che l'Enterprise possa uscire. Gli scudi della vecchia nave reggono, ma non può più spostarsi; Picard distrugge la nave per poter passare un attimo dopo aver teletrasportato Scotty e Geordi a bordo, da dove Scotty può riprendere il suo viaggio alla scoperta di quello che per lui è un nuovo spazio da esplorare.
- Altri interpreti: James Doohan (Montgomery Scott), Lanei Chapman (Sariel Rager), Erick Weiss (Kane), Stacie Foster (Bartel), Ernie Mirich (cameriere), Majel Barrett-Roddenberry (voce del computer)

## Sonni pericolosi
- Titolo originale: Schisms
- Diretto da: Robert Wiemer
- Scritto da: Jean Louise Matthias, Ronald Wilkerson (soggetto); Brannon Braga (sceneggiatura)

### Trama
Data Stellare 46154.2. L'Enterprise D è entrata nell'ammasso globulare Diaspora di Amargosa, con l'ordine di esplorarlo in dettaglio e aggiornare così le carte stellari del settore. Il lavoro si preannuncia noioso, visto che per esplorarne un decimo sarebbero necessari tre giorni. Data e Geordi, però, forse hanno trovato il modo per accelerare l'operazione attingendo all'energia dei motori a curvatura. Nel frattempo Riker ha qualche problema di cui non conosce la causa: è nervoso, intrattabile e terribilmente stanco, tanto da non riuscire a svegliarsi in tempo per andare al lavoro. Anche ad altri membri dell'equipaggio capitano cose strane: Data non conserva memoria di ciò che ha fatto e a Geordi smette di funzionare il visore; tutti iniziano ad avere sensazioni legate a un ricordo comune riguardante un tavolo, che si scopre essere un tavolo operatorio, dove sembra siano stati tutti sottoposti a esami invasivi di cui non conservano ricordo. Una misteriosa specie aliena rapisce infatti alcuni membri dell'equipaggio per vivisezionarli e Riker si offre volontario per sapere di più di questi alieni, facendosi iniettare un farmaco che non gli faccia perdere il ricordo dell'esperienza vissuta quando verrà ancora rapito e possa permettere all''Enterprise di localizzarli e neutralizzare la frattura gravimetrica che gli alieni usano per insinuarsi sulla nave. L'impresa riuscirà e Data scoprirà che questi alieni non possono esistere nello spazio "normale" perché dotati di una struttura molecolare diversa, pur restando molto pericolosi a causa della loro mancanza di scrupoli nelle loro esplorazioni.
- Altri interpreti: Lanei Chapman (Sariel Rager), Ken Thorley (Mot), Scott T. Trost (Shipley), Angelina Fiordellisi (Kaminer), Angelo McCabe (marinaio), John Nelson (medico), Majel Barrett-Roddenberry (voce del computer)

## Una vera Q
- Titolo originale: True Q
- Diretto da: Robert Scheerer
- Scritto da: René Echevarria

### Trama
Data Stellare 46192.3. Dopo una sosta alla base stellare 112 per caricare dei rifornimenti destinati a Tagra IV, un pianeta dell'ammasso Argolis, l'Enterprise D si ritrova con un'ospite in più, Amanda Rogers, una ragazza che si è guadagnata una visita in qualità di interna sulla prestigiosa nave stellare. E in effetti la sua scheda personale mostra un'ampia varietà di interessi, forse il periodo a bordo dell'ammiraglia della Flotta Stellare potrà farle capire a quale campo dedicare la sua carriera. Quello che l'equipaggio non sa è che Amanda è dotata di insoliti poteri, che finora ha tenuto nascosti per timore di venire emarginata, poteri che attirano l'attenzione di Q. La ragazza scoprirà che i suoi veri genitori, morti quando lei era una bambina, erano due Q che dovevano studiare gli umani, ma che avevano deciso di vivere come loro e di avere una bambina. Il Continuum ha intimato loro pertanto di non usare più i loro poteri, ma hanno violato i patti e per questo sono stati uccisi. Q darà lo stesso ultimatum alla ragazza, ma quando si tratta di salvare la vita a un intero pianeta, Amanda non resiste e capisce che non potrà vivere come un'umana normale; decide pertanto di andare a salutare i suoi genitori adottivi e prepararli alla sconcertante verità prima di salutarli.
- Altri interpreti: John de Lancie (Q), Olivia d'Abo (Amanda Rogers), John P. Connolly (Orn Lote)

## Giovani eroi
- Titolo originale: Rascals
- Diretto da: Adam Nimoy
- Scritto da: Ward Botsford, Diana Dru Botsford, Michael Piller (soggetto); Allison Hock (sceneggiatura)

### Trama
Data Stellare 46235.7. Dopo una licenza di sbarco su uno dei pianeti più belli della Federazione, Picard, Guinan, Ro e Keiko, sono a bordo della Fermi in rotta verso l'Enterprise D. Nel frattempo Worf comunica che è appena giunto un segnale di soccorso dalla squadra scientifica su Ligos VII e la nave stellare dovrà dirigersi là appena i quattro saranno a bordo. Poco prima dell'attracco, però, la Fermi viene catturata da uno strano campo di forze che rischia di distruggere la navetta. L'unico modo per salvare gli occupanti è quello di teletrasportarli, ma al loro arrivo O'Brien scopre che i quattro sono tornati tutti adolescenti. Solamente il corpo è però ringiovanito, dato che la mente di Picard, Guinan, Ro e Keiko è rimasta la stessa. Mentre si apre il dilemma se sia possibile farli tornare adulti, l'Enterprise viene attaccata da uno sparviero klingon comandato però da dei Ferengi, che fanno sbarcare quasi tutti gli adulti tenendo a bordo i bambini. Picard si finge figlio di Riker e con un capriccio si fa accompagnare dal primo ufficiale; parlando in codice, gli fa capire di avere bisogno dell'accesso al computer della scuola, cosa che Riker riesce a fare di nascosto. I quattro piccoli adulti, con l'aiuto degli altri bambini, marcano i loro carcerieri con dei trasmettitori, che li teletrasportano all'interno di un campo di forze, neutralizzandoli. Passata l'emergenza, Crusher trova un modo di reintegrare la componente "adulta" ai quattro bambini; tutti scelgono di ritornare grandi, tranne Ro che si prende un po' di tempo per decidere: lei è cresciuta in un campo profughi bajoriano, in mezzo alla guerra e alla violenza, e non ha mai avuto l'occasione di essere una bambina.
- Altri interpreti: Whoopi Goldberg (Guinan), Colm Meaney (Miles O'Brien), Rosalind Chao (Keiko Ishikawa), Michelle Forbes (Ro Laren), Brian Bonsall (Alexander Rozhenko), Mike Gomez (DaiMon Lurin), Tracey Walter (Berik), Michael Snyder (morta), Hana Hatae (Molly O'Brien), David Tristan Birkin (Jean-Luc Picard giovane), Isis Jones (Guinan giovane), Caroline Junko King (Keiko Ishikawa giovane), Megan Parlen (Ro Laren giovane), Morgan Nagler (bambino), Majel Barrett-Roddenberry (voce del computer)

## Per un pugno di Data
- Titolo originale: A Fistful of Datas
- Diretto da: Patrick Stewart
- Scritto da: Robert Hewitt Wolfe (soggetto e sceneggiatura); Brannon Braga (sceneggiatura)

### Trama
Data Stellare 46271.5. Una breve pausa nell'attività di bordo permette ai membri dell'equipaggio di rilassarsi. Picard si dedica alla musica; Geordi e Data provano a collegare Data al computer della nave per trasferire nel suo cervello positronico i sistemi di emergenza; Beverly sta organizzando una recita. Infine, Worf viene trascinato da Alexander in una simulazione sul ponte ologrammi: i due impersonano lo sceriffo e il suo vice in una ricostruzione del vecchio West americano, dove verranno raggiunti da Durango-Troi e da un temibile Hollander-Data, noto come Il Macellaio di Bozeman. Il problema è che Hollander non è interpretato dal vero Data, ma da una ricostruzione del computer: è successo che il collegare l'androide ai sistemi della nave ha fatto in modo che tutti i suoi dati e le sue preferenze si riversassero, a causa di un malfunzionamento, nei sottoprogrammi ricreativi dell'Enterprise. Picard si ritrova così a dover ascoltare le composizioni di musica classica preferite da Data, i replicatori servono solo cibo per gatti e sul ponte ologrammi il "cattivo" ha l'intelligenza e le capacità fisiche dell'androide, con l'aggravante che i protocolli di sicurezza sono tutti disattivati. Deanna, Alexander e Worf dovranno fare in modo di ingegnarsi e uscire vivi dalle sparatorie.
- Altri interpreti: Brian Bonsall (Alexander Rozhenko), John Pyper-Ferguson (Eli Hollander), Joy Garrett (Annie Meyers), Jorge Cervera (bandito), Nick Dimitri (scagnozzo), Majel Barrett-Roddenberry (voce del computer)

## Il sapore della vita
- Titolo originale: The Quality of Life
- Diretto da: Jonathan Frakes
- Scritto da: Naren Shankar

### Trama
Data Stellare 46307.2. Un importante progetto sta per essere portato a termine da una squadra scientifica della Federazione in orbita attorno a Tyrus VIIA. Purtroppo alcuni problemi hanno ritardato la scaletta di lavoro, ma la dottoressa Farallon, a capo del progetto, è convinta che con l'aiuto di una sua invenzione le cose miglioreranno molto presto. Farallon presenta quindi agli uomini dell'Enterprise D gli exocomp, degli apparati semoventi capaci di spostarsi senza problemi nei condotti di manutenzione della base in cui ha luogo il progetto per eseguire tutti i compiti assegnati. La cosa straordinaria è che gli exocomp sono capaci di analizzare la situazione a cui si trovano di fronte elaborando un modo per risolverla, senza apporto esterno. Uno strano incidente fa nascere però dei dubbi in Data: forse gli exocomp non sono solamente delle macchine che ragionano, ma dei veri e propri esseri senzienti. Quando un incidente sulla stazione orbitante mette in pericolo Picard e Goerdi, si crea il problema se mandare gli exocomp in una missione suicida. I piccoli robot ideeranno una strategia alternativa al loro annientamento: uno di loro si sacrificherà durante l'operazione, permettendo il teletrasporto di Picard, Geordi e gli altri due exocomp.
- Altri interpreti: Ellen Bry (dottor Farallon), J. Downing (Kelso), David Windsor (scienziato tyrano), Majel Barrett-Roddenberry (voce del computer)

## Il peso del comando(prima parte)
- Titolo originale: Chain of Command: Part I
- Diretto da: Robert Scheerer
- Scritto da: Frank Abatemarco (soggetto) e Ronald D. Moore (sceneggiatura)

### Trama
Data Stellare 46357.1 Il Comando della Flotta Stellare toglie il comando dell'Enterprise D a Picard per affidargli, assieme a Beverly Crusher e a Worf, un'importante e segretissima missione; i tre ufficiali iniziano subito sul ponte ologrammi uno sfibrante addestramento tra cunicoli sotterranei in cui devono evitare dei Cardassiani. Nel frattempo l'Enterprise viene assegnata al capitano Jellico, che sconvolge immediatamente le abitudini dell'equipaggio pretendendo quattro turni di servizio al posto di tre e la trasformazione di molti dei sistemi di difesa e di attacco, anche a costo di lasciare senza energia i laboratori scientifici. Il suo scopo, infatti, è quello di aumentare al massimo le capacità militari dell'Enterprise, perché la sua missione è quella di negoziare il ritiro delle truppe cardassiane disposte lungo i confini della Federazione, e vuole essere pronto anche per un attacco a sorpresa. Intanto Picard, Crusher e Worf vengono inviati su Celtris III, nel territorio cardassiano, ma qualcosa va storto e Picard viene catturato.
- Altri interpreti: Ronny Cox (Edward Jellico), David Warner (Gul Madred), John Durbin (Gul Lemec), Natalija Nogulich (Alynna Nechayev), Lou Wagner (DaiMon Solok), Mic Rogers (Glinn Tajor), Tom Morga (Glinn Corak), Majel Barrett-Roddenberry (voce del computer)

## Il peso del comando(seconda parte)
- Titolo originale: Chain of Command: Part II
- Diretto da: Les Landau
- Scritto da: Frank Abatemarco

### Trama
Data Stellare 46360.8. La missione segreta di Picard, Crusher e Worf ha avuto esito negativo: quello che il gruppo era stato mandato a cercare era in realtà un'esca per attirare Picard. I Cardassiani, infatti, sono convinti che l'ex capitano dell'Enterprise D sia a conoscenza del piano di difesa della Flotta Stellare nel caso di un attacco in quel settore, e vogliono impossessarsene. Ben presto Picard si trova al cospetto di un consumato militare cardassiano, esperto nel recupero di informazioni attraverso torture psicologiche e fisiche di ogni genere. Oltretutto, durante i negoziati con Jellico, i Cardassiani sfruttano l'ingresso illegale di Picard (ufficialmente accusato di spionaggio) nel loro territorio come arma per ricattare la Federazione: egli sarà liberato, e la faccenda sarà dimenticata, solo se alcuni sistemi rivendicati dai Cardassiani saranno ceduti senza condizioni. Jellico inizialmente è disposto a sacrificare Picard pur di non cedere di fronte ai Cardassiani, ma successivamente manderà Riker e Geordi con una navetta che, non visti, piazzeranno delle cariche esplosive sugli scafi delle navi nemiche. Jellico minaccerà di farle esplodere se non si ritireranno dal confine con la Federazione e se non libereranno Picard. Il capitano tornerà provato sulla sua nave, ma gli verrà restituito il comando.
- Altri interpreti: Ronny Cox (Edward Jellico), David Warner (Gul Madred), John Durbin (Gul Lemec), Heather Lauren Olson (Jil Orra), Majel Barrett-Roddenberry (voce del computer)

## La nave in bottiglia
- Titolo originale: Ship in a Bottle
- Diretto da: Alexander Singer
- Scritto da: René Echevarria

### Trama
Data Stellare 46424.1. Data e La Forge si stanno svagando sul ponte ologrammi con il loro programma preferito, Sherlock Holmes. Qualcosa però sembra non andare per il verso giusto e il programma non funziona come dovrebbe. Barclay viene quindi incaricato di cercare la causa delle imprecisioni di tutti i programmi basati sull'opera di Arthur Conan Doyle e, per caso, scopre che una delle vecchie simulazioni è stata salvata e protetta, ed è quella simulazione che sembra avere qualcosa che non va. Barclay la richiama, rimuove la protezione e la attiva, trovandosi di fronte al Professor Moriarty che è conscio di esistere, che sa di trovarsi sull'Enterprise D e che ha un conto in sospeso con Picard. Il professore inspiegabilmente riesce a lasciare il ponte ologrammi; chiede a Picard di trovare il modo di far lasciare il ponte ologramma anche alla sua amata, la contessa Regina Bartholomew, e di dar loro una navetta in modo che possano esplorare lo spazio. Per costringerlo a questo, prende in ostaggio l'intera astronave e intrappola Picard, Data e Reginald in una simulazione olografica facendo creder loro di vivere la realtà (per questo, il professore riusciva a lasciare il ponte ologrammi); Picard escogiterà lo stesso trucco: teletrasporterà anche Regina fuori dal ponte ologrammi facendo credere e lei e al professore che possono andarsene, mentre in realtà sono ancora in una simulazione, che Picard farà girare in modo che i due amanti abbiano l'illusione di vivere una vita di esplorazioni spaziali.
- Altri interpreti: Dwight Schultz (Reginald Barclay), Daniel Davis (professore James Moriarty), Stephanie Beacham (contessa Regina Bartholomew), Clement von Franckenstein (gentiluomo), Majel Barrett-Roddenberry (voce del computer)
- Collegato con l'episodio Elementare, caro Data.

## Aquiel
- Titolo originale: Aquiel
- Diretto da: Cliff Bole
- Scritto da: Jeri Taylor (soggetto), Brannon Braga; Ronald D. Moore (sceneggiatura)

### Trama
Data Stellare 46461.3. L'Enterprise D si reca in un settore di spazio molto vicino al confine tra la Federazione e l'Impero Klingon, dove si trova la stazione di comunicazione 47 a cui sono assegnati due giovani ufficiali, Aquiel e Rocha. Da due giorni, però, questi non rispondono e gli uomini di Picard si teletrasportano a bordo per scoprire cosa sia successo. La stazione appare completamente deserta e all'appello manca una navetta di salvataggio; l'analisi del computer rivela che qualcuno ha tentato con successo di recuperare alcune comunicazioni cifrate federali. Inoltre sul pavimento un residuo salino indica che qualcuno è stato ucciso con un phaser. L'unica presenza sulla stazione è Maura, il cane di Aquiel. Geordi guarda i diari di Aquiel e scopre che un ufficiale klingon spesso passava dalla stazione per controllare il loro lavoro e che mobbizzava Aquiel; Picard contatta i Klingon, che dicono di non saperne niente, mentre la dottoressa Crusher scopre che sulla stazione c'è un organismo mutaforma che per vivere ha bisogno di assorbire un essere biologico e il dubbio è se siano Aquiel o il Klingon: nessuno sospetta però che in realtà è il cane; rischierà di farne le spese Geordi.
- Altri interpreti: Renée Jones (Aquiel Uhnari), Wayne Grace (governatore Torak), Reg E. Cathey (comandante Morag), Majel Barrett-Roddenberry (voce del computer)

## Il volto del nemico
- Titolo originale: Face of the Enemy
- Diretto da: Gabrielle Beaumont
- Scritto da: René Echevarria (soggetto); Naren Shankar (sceneggiatura)

### Trama
Data Stellare 46519.1. Rapita al termine di una conferenza su Borka VI, Deanna Troi si risveglia a bordo della Khazara travestita da agente della Tal Shiar e scopre da un ufficiale romulano, che rappresenta il suo contatto, di dover portare a termine una rischiosa missione: nella stiva di carico sono nascosti in stasi alcuni alti funzionari dell'Impero Romulano che intendono disertare perché in favore del riavvicinamento tra Vulcano e Romulus. Deanna, impreparata alla missione, dovrà stare attenta alla sospettosa comandante romulana, che la tratta con diffidenza e continua a farle domande trabocchetto. Al rendez-vous con i Federali troverà proprio l'Enterprise D dove Picard e gli altri, superato il primo momento di stupore di vedere il consigliere vestito da romulana, sapranno far fronte all'emergenza e a salvare sia Deanna che i dissidenti.
- Altri interpreti: Scott MacDonald (N'Vek), Carolyn Seymour (Toreth), Barry Lynch (Stefan DeSeve), Pamela Winslow (McKnight), Robertson Dean (pilota del Khazara), Majel Barrett-Roddenberry (voce del computer)

## Una seconda opportunità
- Titolo originale: Tapestry
- Diretto da: Les Landau
- Scritto da: Ronald D. Moore

### Trama
Data Stellare sconosciuta. Picard è in fin di vita a causa del suo cuore artificiale e Q gli offre la possibilità di modificare alcuni avvenimenti del suo passato che potrebbero salvarlo. Tutto si riconduce a quando Picard, giovane neo diplomato, ha partecipato a una rissa contro tre Nausicani: uno di loro lo accoltellerà al cuore rendendo necessario un trapianto. Picard viene rimandato a quel tempo, dove affronta la situazione in modo diverso, poiché la rissa era stata scatenata anche a causa dell'arroganza di Jean-Luc; il ferimento non avviene e Q è di parola, riportando Picard al suo tempo, sano e salvo; solo che il presente è cambiato: Jean-Luc è solo un tenente che non si è mai distinto; puntuale, affidabile, ma mediocre. Parla con Riker, primo ufficiale dell'Enterprise D (che ovviamente lo conosce solo come un tenente), per avere incarichi più importanti, ma egli glieli nega, spiegandogli che nella sua carriera ha sempre fatto in modo di non assumersi responsabilità e bruciandosi così ogni possibilità di farsi notare. Picard è furioso con Q e gli ordina di ridargli la sua esistenza; Q lo riporta al tempo dell'incontro con i Nausicani e Picard li affronta rimanendo ancora ferito: si risveglierà in infermeria dove al dottoressa Crusher gli dirà che è sano e salvo.
- Altri interpreti: John de Lancie (Q), Ned Vaughn (Cortin "Corey" Zweller), J.C. Brandy (Marta Batanides), Rae Norman (Penny Muroc), Clive Church (Maurice Picard), Marcus Nash (Jean-Luc Picard), Clint Carmichael, Tom Morga, Nick Dimitri (Nausicano), Majel Barrett-Roddenberry (voce del computer)

## La voce del sangue(prima parte)
- Titolo originale: Birthright: Part I
- Diretto da: Winrich Kolbe
- Scritto da: Brannon Braga

### Trama
Data Stellare 46578.4. L'Enterprise D approda alla stazione spaziale Deep Space Nine e parte dell'equipaggio sbarca in licenza. Worf viene avvicinato da un alieno che sostiene che il padre di Worf è ancora in vita e che lui sa dove si trova. Dopo un iniziale scetticismo, decide di partire con l'alieno alla volta della colonia penale in cui si pensa che sia prigioniero. Arrivato sul pianeta, Worf scopre una comunità di 73 Klingon. Intanto il dottor Bashir chiede a Data di esaminare insieme uno strano manufatto elettronico proveniente dal Quadrante Gamma, ma mentre lo studiano una scarica di plasma colpisce Data facendogli perdere conoscenza per pochi minuti, durante i quali ha come una specie di sogno in cui incontra brevemente suo padre, il dottor Soong. Indagando, Data scopre che nel suo cervello positronico c'erano dei circuiti quiescenti in grado di fargli provare l'esperienza del sogno e che si sono attivati in seguito all'incidente.
- Altri interpreti: James Cromwell (Jaglom Shrek), Alexander Siddig (Julian Bashir), Cristine Rose (Gi'Ral), Jennifer Gatti (Ba'el), Richard Herd (L'Kor) e Kevin Grevioux (ufficiale della sicurezza)

## La voce del sangue(seconda parte)
- Titolo originale: Birthright - Part II
- Diretto da: Dan Curry
- Scritto da: René Echevarria

### Trama
Data Stellare 46579.2. Imprigionato in una colonia di Klingon e Romulani che vivono insieme pacificamente, Worf rischia la vita per mostrare ai giovani della sua specie gli aspetti della cultura e del modo di vita dei Klingon. Molti di loro rifiutano le storie su Khaless e i rituali che Worf vuole loro insegnare per essere dei veri Klingon, ma alcuni ne rimangono incuriositi e affascinati, specialmente due giovani, Toq e Ba'el, quest'ultima figlia di Tokath, uno dei guardiani romulani, e quindi di sangue misto. Il padre della ragazza, che si sta innamorando di Worf, pone il Klingon davanti a una scelta: o si adatta a vivere con loro e come loro, o verrà ucciso. Worf accetta la morte ma, al momento dell'esecuzione, Toq si mette davanti al plotone d'esecuzione, seguito subito da altri, compresa la figlia di Tokath. La moglie del Romulano fa capire al marito che quella è la loro prigione, ma non deve essere anche la prigione dei loro figli. Worf fa giurare solennemente ai ragazzi che partiranno che mai e poi mai dovranno rivelare l'esistenza del pianeta e di chi ci vive.
- Altri interpreti: James Cromwell (Jaglom Shrek), Jennifer Gatti (Ba'el), Cristine Rose (Gi'Ral), Richard Herd (L'Kor), Sterling Macer (Toq), Alan Scarfe (Tokath)

## Complotto a bordo
- Titolo originale: Starship Mine
- Diretto da: Cliff Bole
- Scritto da: Morgan Gendel

### Trama
Data Stellare 46682.4. L'Enterprise D, dopo tanti anni di missione, e dopo essere stata sottoposta a tanti stress, deve essere ripulita dalle radiazioni residue e dalle particelle radioattive rimaste attaccate alla nave. Per la ripulita, la base stellare arkariana dovrà bombardare l'Enterprise con un fascio di raggi letali per qualsiasi essere organico, perciò tutto il personale deve venir evacuato prima della procedura. Il comandante della base stellare, Hutchinson, ha organizzato un ricevimento per gli ufficiali e le loro famiglie, per far passare loro il tempo in tranquillità. Il guaio è che Hutchinson è rinomato per essere un gran chiacchierone e il ricevimento si preannuncia noioso. Volendo evitare il ricevimento, e sapendo che sul pianeta attorno a cui orbita la base ci sono delle splendide colline su cui cavalcare, Picard torna sull'Enterprise per prendere la sua sella personale. Ma il capitano scopre che la nave non è deserta e che stanno accadendo cose strane; dopo aver lottato con uno dei tecnici della squadra, Picard cerca di teletrasportarsi via dalla nave, ma l'energia viene disattivata. Rimane pertanto bloccato sull'Enterprise e inizia la sua corsa contro il tempo per salvarsi e per capire cosa sta facendo quella gente sulla sua nave. Intanto anche al party del comandante Hutchinson gli Arkariani prendono in ostaggio gli ufficiali della Federazione. Tutto è finalizzato al furto della resina di trilitio, un composto di scarto dei motori a curvatura che viene usato illegalmente dai terroristi per produrre armi. Picard riuscirà ad avere ragione dei contrabbandieri e sulla base gli altri riusciranno a neutralizzare i loro carcerieri.
- Altri interpreti: Patricia Tallman (Kiros), David Spielberg (Calvin Hutchinson), Marie Marshall (Kelsey), Tim Russ (Devor), Glenn Morshower (Orton), Tom Nibley (Neil), Tim De Zarn (Satler), Alan Altshuld (Pomet), Arlee Reed (cameriere), Majel Barrett-Roddenberry (voce del computer)
- Note: l'attore Tim Russ, che qui appare come comparsa, diventerà l'interprete di Tuvok, uno dei protagonisti della serie Star Trek: Voyager.

## Amore e dovere
- Titolo originale: Lessons
- Diretto da: Robert Wiemer
- Scritto da: Ronald Wilkerson e Jean Louise Matthias

### Trama
Data Stellare 46693.1. Durante un esperimento di cartografia stellare eseguito nelle ore notturne di bordo, tutti i sistemi della nave sono stati sconnessi per dedicare la maggior parte della potenza di calcolo del computer all'esperimento. Picard, che aveva deciso di approfittare dell'insonnia per rivedere dei suoi appunti archeologici, non riesce a consultare l'archivio del computer e neppure a farsi un tè con il sintetizzatore alimentare. Decide quindi di far visita al laboratorio di cartografia, ma entrando in un delicatissimo momento rovina quattro ore di preparazione. Neela Daren è piuttosto arrabbiata con l'intruso, ma quando si rende conto che di fronte a lei c'è il capitano in persona si calma e cerca di farsi perdonare offrendo a Picard una tazza di infuso di erbe. I due iniziano a frequentarsi, assecondati da una affinità intellettiva e dalla passione per la musica e la loro relazione diventa di dominio pubblico, creando alcuni imbarazzi quando gli ufficiali superiori devono rimproverare la dottoressa quando, a causa del suo eccessivo entusiasmo, esce un pochino dai ranghi. Quando l'Enterprise riceve la richiesta di aiuto per l'evacuazione di una colonia che sta per essere investita da un fenomeno naturale, ma devastante, Neela fa parte di una delle squadre di soccorso e rischia di morire, salvandosi per un soffio; Picard capisce che non potrà mai fare bene il suo lavoro se è legato sentimentalmente a uno dei membri dell'equipaggio e Neela comprende che nemmeno lei può essere un buon subalterno se ha una relazione col suo capitano, motivo per cui di comune accordo decidono di interrompere la loro relazione.
- Altri interpreti: Wendy Hughes (Neela Daren), R. Cox (Marquez), Majel Barrett-Roddenberry (voce del computer)

## Il segreto della vita
- Titolo originale: The Chase
- Diretto da: Jonathan Frakes
- Scritto da: Ronald D. Moore e Joe Menosky (soggetto); Joe Menosky (sceneggiatura)

### Trama
Data Stellare 46731.5. Durante una missione di routine nell'ammasso Aoliano, Picard riceve a bordo una visita inaspettata: il suo vecchio professore di archeologia, Galen. Il dono che Galen ha portato al suo ex studente è incredibile: una scultura che risale almeno a dodicimila anni prima, completa di minuscole statue interne; ma ancora più incredibile è la richiesta del vecchio professore. Galen vuole infatti che Picard lo aiuti in una ricerca che lo ha impegnato negli ultimi anni e che potrebbe portare a una mirabolante scoperta. Quando Picard a malincuore rifiuta, il professore parte offeso con una navetta, ma viene attaccato da una nave yridiana; l'Enterprise D accorre in suo aiuto, ma il professore muore. Picard allora parte per la destinazione del suo defunto mentore per capire il motivo dell'attacco. Giunti sul posto, fanno una scoperta sconcertante: sul pianeta, dove qualche specie ha distrutto tutta la vita, trovano le prove che 4 miliardi di anni prima qualcuno aveva combinato diverse basi per creare tanti DNA diversi per disseminarlo poi su pianeti diversi. Quando si recano sull'unico pianeta di classe M del sistema, trovano navi cardassiane e klingon ad aspettarli, e in seguito arriveranno pure i Romulani; insieme scoprono che un'antica specie, sulla via dell'estinzione, aveva contribuito a creare la vita nella galassia e che in fondo le diverse razze sono tutte "sorelle" tra loro. È un messaggio di pace, che purtroppo è stato disatteso dalle guerre e dalle ostilità che ci sono tra i vari popoli, anche se il capitano romulano saluta Picard in un modo che fa pensare che non tutto è perduto.
- Altri interpreti: Norman Lloyd (professore Richard Galen), John Cothran (Nu'Daq), Linda Thorson (Gul Ocett), Maurice Roeves (capitano romulano), Salome Jens (umanoide), Majel Barrett-Roddenberry (voce del computer)

## Schegge di realtà
- Titolo originale: Frame of Mind
- Diretto da: James L. Conway
- Scritto da: Brannon Braga

### Trama
Data Stellare 46778.1. William Riker sta provando un dramma con Data sotto la regia attenta di Beverly Crusher. Riker interpreta un presunto assassino tenuto in cura in un ospedale psichiatrico. Volendo dare il meglio di se stesso, il primo ufficiale sfrutta ogni minuto del suo tempo per calarsi nella parte. Oltre alla recita a bordo, Riker deve pensare anche alla missione che lo attende: la ricerca di una delegazione federale dispersa su un pianeta non federale dopo la caduta del governo, probabilmente tenuta in ostaggio. Riker però comincia ad avere delle strane allucinazioni, talmente vivide da non fargli più distinguere la realtà dalla finzione: una ferita che non si rimargina, un tenente alieno che sembra onnipresente, un ospedale psichiatrico in cui viene rinchiuso perché crede di essere un ufficiale della Flotta Stellare su una nave stellare. Riker inizia a  credere che la sua vita sull''Enterprise D sia tutta una finzione, arrivando a ostacolare una missione di salvataggio da parte di Worf e Data, che fortunatamente riusciranno a portarlo via dal pianeta su cui effettivamente era sceso, e subito catturato e posto sotto tortura psicologica per carpirgli informazioni.
- Altri interpreti: David Selburg (dottor Syrus), Andrew Prine (Suna), Gary Werntz (Mavek), Susanna Thompson (Jaya), Allan Dean Moore (marinaio)

## Sospetti
- Titolo originale: Suspicions
- Diretto da: Cliff Bole
- Scritto da: Joe Menosky e Naren Shankar

### Trama
Data Stellare 46830.1. Beverly Crusher è arrabbiata con se stessa: la sua carriera sta per finire e nel giro di due giorni la dottoressa verrà portata sulla Terra per fronteggiare una corte marziale per accertare sue eventuali responsabilità in alcuni gravi fatti avvenuti a bordo. Guinan la va a trovare per un piccolo dolore al gomito, Beverly però non la può più visitare, visto che in attesa del processo è stata sollevata dall'incarico di medico di bordo. I guai di Beverly sono cominciati qualche giorno prima, quando aveva invitato tre eminenti scienziati della Federazione per analizzare e provare la teoria di Reyga, uno scienziato ferengi del campo metafasico che sostiene di aver trovato un modo per volare all'interno di una stella. Jo'Bril, uno degli scienziati, prova lo scudo termico del ferengi, ma la schermatura non tiene e l'alieno muore. Reyga vuole fare ancora un tentativo, usando se stesso come cavia, ma muore misteriosamente prima di tentare il volo. Beverly è convinta che sia stato ucciso e inizia a indagare, scoprendo che Jo'Bril non è affatto morto, ma ha finto la sua dipartita per impossessarsi della tecnologia per portarla sul suo pianeta.
- Altri interpreti: Tricia O'Neil (Kurak), John S. Ragin (dottor Christopher), Peter Slutsker (dottor Reyga), James Horan (dottor Jo'Bril), Joan Stuart Morris (dottor T'Pan), Whoopi Goldberg (Guinan), Patti Yasutake (Alyssa Ogawa), Majel Barrett-Roddenberry (voce del computer)

## Il ritorno di Kahless
- Titolo originale: Rightful Heir
- Diretto da: Winrich Kolbe
- Scritto da: James E. Brooks (soggetto); Ronald D. Moore (sceneggiatura)

### Trama
Data Stellare 46852.2. Worf è stranamente in ritardo al suo turno di lavoro e Riker si reca all'alloggio del Klingon, dove lo trova in trance, di fronte a un altare rituale dove bruciano delle candele, mentre pronuncia frasi klingon dall'oscuro significato. Anche Picard deve riprendere Worf per i suoi comportamenti sempre più strani, che gli fanno trascurare i doveri a bordo sull'Enterprise D. Worf confessa che, dopo essere tornato dalla colonia perduta dei sopravvissuti di Khitomer, si è sentito vuoto e ha cercato conforto nell'antica credenza che Kahless sarebbe tornato per guidare i Klingon verso una nuova era. Picard gli permette di trasferirsi su Boreth, il pianeta sacro dei Klingon, incerca di risposte e dopo molte preghiere compare a lui e ad altri Klingon Kahless, che si dice pronto a comandare il suo popolo in una nuova era. Gli esami del DNA, comparati con le tracce presenti su un antico pugnale sacro, confermano la sua identità, ma Worf è scettico: scoprirà che Kahless è stato clonato da quel DNA da alcuni esponenti dell'Impero che desiderano una guida spirituale in grado di unire i vari casati contro la corruzione che sta dilagando; pertanto non è il vero Kahless, ma nemmeno un impostore. Tutti di comune accordo accetteranno di presentare Kahless come il loro mitioligico dio ritornato in carne e ossa senza però nascondere la verità sulle sue origini.
- Altri interpreti: Kevin Conway (Kahless l'Indimenticabile), Robert O'Reilly (Gowron), Alan Oppenheimer (Koroth), Norman Snow (Torin), Charles Esten (Divok), Majel Barrett-Roddenberry (voce del computer)

## Duplicato
- Titolo originale: Second Chances
- Diretto da: LeVar Burton
- Scritto da: Michael A. Medlock (soggetto); René Echevarria (sceneggiatura)

### Trama
Data Stellare 46915.2. Ritornando sul luogo di una missione su Nervala IV compiuta otto anni prima, Riker incontra una copia esatta di se stesso; il secondo Riker si è creato a causa di una interferenza col teletrasporto e ha vissuto per tutto quel tempo di espedienti. Non ha coscienza di non essere William ed è ancora un tenente, senza contare che è ancora innamorato di Deanna, con la quale tenta di riprendere la relazione. William è infastidito dal suo "gemello" e inizialmente non vanno d'accordo, senza contare che si accorge di ciò che sta succedendo tra il nuovo arrivato e Deanna. Al contempo l'altro Riker è infastidito per tutte le opportunità che William ha avuto, come la promozione a primo ufficiale, e a quelle che ha sprecato, come il fatto di non aver approfondito la relazione con Deanna. Lo scontro è inevitabile, ma un incidente in cui rimarranno coinvolti e che rischierà di far perdere la vita a entrambi farà superare loro il momento. L'altro Riker, che ha scelto il nome di Thomas, chiede a Deanna di sposarlo, ma lei rifiuta e lo lascia partire per il suo nuovo incarico su un'altra astronave.
- Altri interpreti: Mae Jemison (Palmer), Jonathan Frakes (Thomas Riker)

## Frammenti di tempo
- Titolo originale: Timescape
- Diretto da: Adam Nimoy
- Scritto da: Brannon Braga

### Trama
Data Stellare 46944.2. Mentre sta soccorrendo una nave romulana, l'Enterprise D viene intrappolata in una bolla temporale dalla quale Picard, Data, Troi e La Forge, che si trovano a bordo di una navetta, devono trovare il sistema di sfuggire senza distruggere la nave. Infatti le anomalie temporali permettono loro di vedere la distruzione dell'astronave, assistendo subito dopo a un "riavvolgimento" degli eventi e ritrovarla davanti a sé intatta. Scopriranno che una specie aliena, che vive in un altro continuum, usa i pozzi gravitazionali come incubatrici per i loro piccoli; avendo scambiato il nucleo di curvatura della nave romulana per un pozzo naturale, gli alieni vi hanno messo i loro piccoli per poi accorgersi dell'errore. Il tentativo di recupero della prole, che rischia di morire, ha creato la frattura nel continuum, ma Data e gli altri elaboreranno un piano per evitare sia la distruzione dell'Enterprise, che la morte dei piccoli alieni.
- Altri interpreti: Michael Bofshever (Romulano e alieno), John DeMita (Romulano dell'infermeria), Joel Fredericks (tecnico) e Patricia Tallman (Romulana)

## Il ritorno dei Borg(prima parte)
- Titolo originale: Descent: Part I
- Diretto da: Alexander Singer
- Scritto da: Jeri Taylor (soggetto); Ronald D. Moore (sceneggiatura)

### Trama
Data Stellare 46982.1. In risposta ad una chiamata di soccorso, l'Enterprise D si reca presso la stazione scientifica su Ohniaka III. La squadra di sbarco inviata sul posto non può fare altro che prendere atto del fatto che il personale è stato sterminato, e subito dopo viene attaccata dai Borg, che presentano caratteristiche di individualità assolutamente inconsuete. Durante l'attacco accade un altro fatto strano: Data, nell'uccidere uno dei droni, prova rabbia e in una certa misura anche piacere. Quando l'Enterprise viene attaccata dai Borg, uno dei droni viene catturato e rivela di seguire gli ordini di un'entità chiamata "Uno" e tutti pensano che sia Tugh; quando Data lascia l'astronave col Borg prigioniero a bordo di una navetta, Picard, Troi, La Forge, Worf e Riker lo inseguono e i primi tre vengono catturati dai Borg, a capo dei quali – scoprono – c'è Lore aiutato da Data.
- Altri interpreti: Brent Spiner (Lore), professor Stephen Hawking (se stesso), Jim Norton (Albert Einstein), John Neville (sir Isaac Newton), Natalija Nogulich (Alynna Nechayev), Brian J. Cousins (Crosis), Richard Gilbert-Hill (Bosus Hill) e Stephen James Carver (Tayar)